# Paul Atkinson

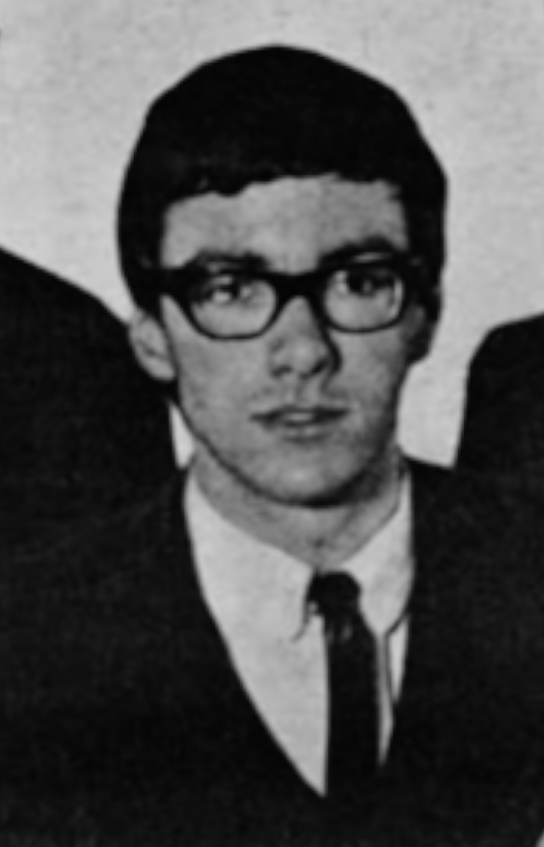
Paul Atkinson

Paul Atkinson (Cuffley (Hertfordshire), 19 maart 1946 – (Santa Monica), 1 april 2004) was een Brits muziekproducer en in de zestiger jaren gitarist in de popgroep The Zombies.
Atkinson was samen met onder meer Rod Argent en Hugh Grundy leerling op de fameuze St. Alban's School. Vanaf circa 1960 werkten de drie mee aan diverse muziekprojecten van de school en geleidelijk begonnen zij met een bandje. Hierbij raakten ook Colin Blunstone en Chris White, die op een andere school zaten, betrokken. Nadat de groep een plaatselijke wedstrijd had gewonnen, werd in het café de naam The Zombies verzonnen. 
The Zombies kregen een platencontract bij Decca en vertrokken naar Londen. Hier duurde het even voor zij succes kregen, maar na She's not there (1965) behoorde de band tot de groten van het moment. Het succes kon echter niet worden uitgebouwd, al werd Tell her no nog een bescheiden hit.
Atkinson was in die jaren een trouwe, maar weinig beeldbepalende kracht binnen de groep. De aandacht ging vooral uit naar Argent en White, die zich tot de songwriters van the Zombies ontwikkelden, en naar zanger Blunstone. Atkinsons gitaarwerk was echter een vaste waarde, zoals ook op de zwanenzang van de band zou blijken.
In 1967 besloten The Zombies te stoppen. Zij gingen nog eenmaal de studio in voor de opname van het album Odessey and Oracle opnamen. Anders dan het debuutalbum Begin Here bevatte dit alleen eigen composities, met nummers als This Will Be Our Year en Time of the Season. De laatste werd in 1968 een reusachtige hit, terwijl de band al lang niet meer bestond. Het album geldt nog steeds als klassieker voor liefhebbers van psychedelische pop terwijl het ook een bron van inspiratie was en is voor bands die in de voetsporen van The Zombies wilden treden.
Na The Zombies stopte Atkinson met optreden en maakte hij carrière als agent voor popbands. Hierbij slaagde hij er in om de groep ABBA onder zijn hoede te krijgen en daarnaast nog Judas Priest, Mr. Mister en Bruce Hornsby.
Hij werkte in 1989 mee aan een korte reünie van de band. Op het album The Return of the Zombies verzorgde hij een gastoptreden naast Blunstone, White, Grundy en toetsenist Sebastian Santa Maria.
In 1997 stond Atkinson samen met zijn voormalige collega's op het podium als een onverwachte toegift tijdens een concert van Colin Blunstone. 
Nadat kanker bij hem was geconstateerd, trok Atkinson zich terug. Begin 2004 werd echter een concert te zijner ere georganiseerd en hij stond erop mee te doen met de vier overige Zombies, die nog eenmaal in de originele bezetting optraden. Bij die gelegenheid ontving hij de Recording Academy’s President’s Merit Award. Hij overleed op 1 april van dat jaar in Californië, waar hij de laatste jaren woonde.
De concerten die de vier resterende Zombies in 2007 en 2008 gaven bij het veertigjarig jubileum van Odessey and Oracle werden aan Atkinsons nagedachtenis opgedragen.
- Library of Congress Control Number: no2019030655
- MusicBrainz: bb02b2ce-5021-459d-8a06-59aff83fcdda
- Virtual International Authority File: 6427149108480868780007
- WorldCat: E39PBJrKVVHRvF8T4JCt6Mvfv3